# Площадь Академика Петрова
Площадь Академика Петро́ва — площадь в Западном административном округе города Москвы на территории района Кунцево. Расположена на пересечении улиц Ярцевской и Ельнинской.

## Происхождение названия
Название утверждено 19 февраля 1981 года в честь академика Бориса Николаевича Петрова (1913—1980), ученого в области автоматического управления, председателя Совета по международному сотрудничеству в области исследования и использования космического пространства (Интеркосмос).

## Транспорт
- Выходы из станции метро «Молодёжная» расположены на площади.